# Alvinza Hayward

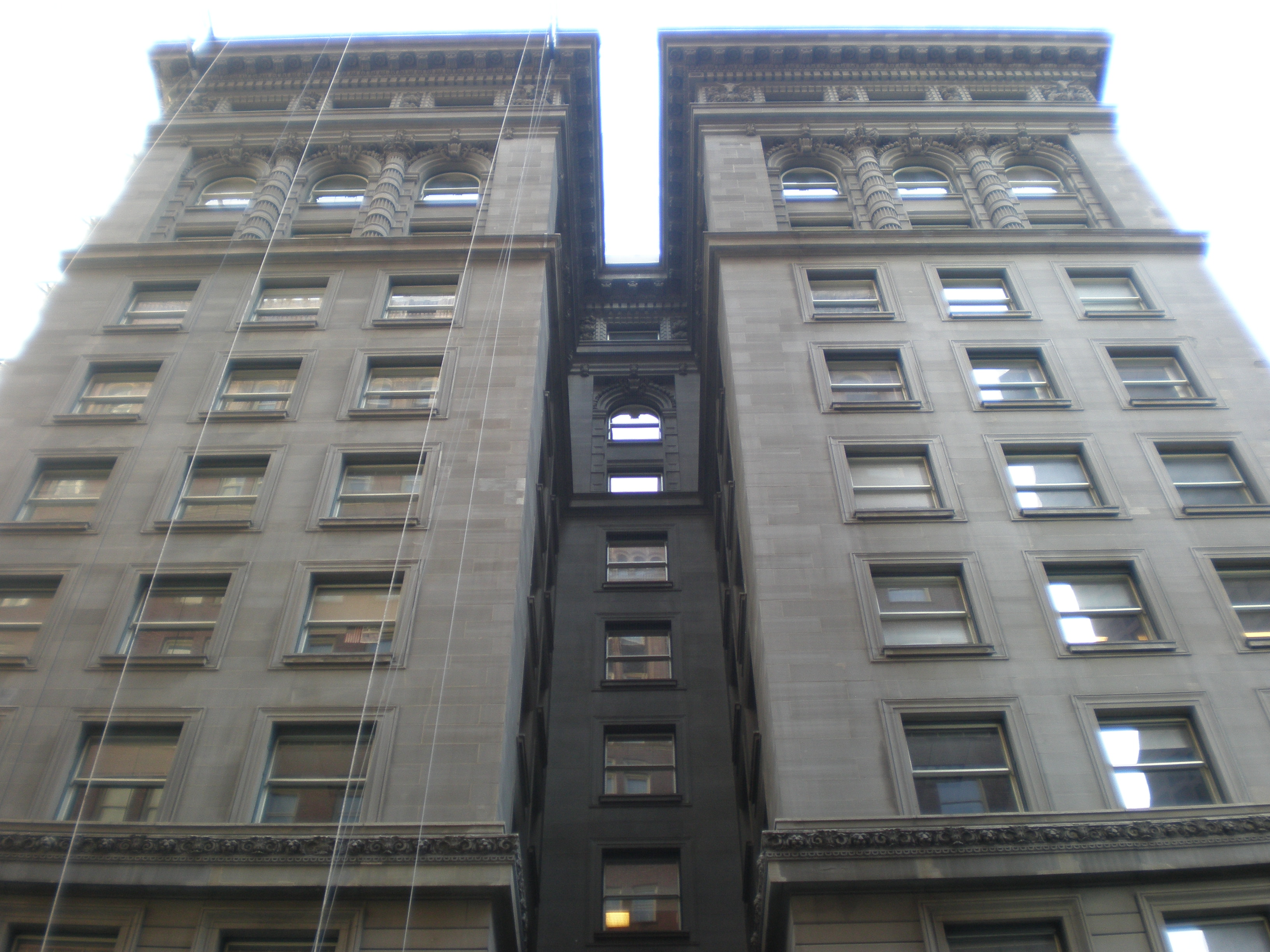
Edificio Alvinza Hayward en San Francisco

Alvinza Hayward (1822-14 de febrero de 1904) fue un empresario estadounidense enriquecido gracias a la minería del oro, que hizo su fortuna en California. Más adelante se convirtió en un destacado financiero en el área de la bahía de San Francisco (California).

## Primeros años
Nacido en Vermont, Hayward se mudó siendo muy joven a Canton, New York. Estudió derecho en Nueva York, pero también estuvo interesado en los negocios relacionados con la minería de la madera para la construcción y el plomo.

## California
Su experiencia en la minería en el filón de Míchigan demostró ser muy valiosa después de mudarse a California durante la fiebre del oro de 1850. Tras comprar una participación en la mina Eureka en el Condado de Amador, Hayward realizó nuevas inversiones y extrajo con éxito el oro donde otros habían fracasado. Posteriormente vendió sus acciones en la mina, negocio del que se dijo que obtuvo un beneficio de más de cinco millones de dólares.
Siguieron muchas otras empresas mineras exitosas, incluida la mina de Utica/Selkirk, cerca de Angels Camp, en la que Hayward adquirió hábilmente un tercio de los derechos en la década de 1880, después de consultar con un médium (que examinó una muestra de cuarzo). En 1901, el depósito de cuarzo de Utica, dos veces abandonado y considerado tan imposible de explotar que se intercambiaba de manos por tan solo 50 dólares, produjo el depósito de oro posiblemente más rico de California. Después de una fuerte inversión, llegaron a producir más de siete millones de dólares en oro de Utica, y se llegaron a extraer hasta 900.000 dólares en lingotes de oro en un solo mes.
Conocido en su vida posterior como el "Barón de Plata", Hayward también tuvo grandes intereses en las minas de plata de la veta Comstock en Nevada a partir de 1864. También conoció el éxito financiero en el comercio de la madera, el carbón, el transporte por ferrocarril, los inmuebles en San Francisco y en un banco. Fue director del Bank of California, y en 1870 se convirtió en uno de los inversores iniciales de la "City Gas Company" de San Francisco, que finalmente llegaría a ser la Pacific Gas and Electric Company.

## Vida familiar
Sea cierto o no, a Hayward a menudo se le llamaba "el primer millonario" de California, y era citado con frecuencia como "el hombre más rico de California". Grandioso y excéntrico a partes iguales, Hayward recurrió al espiritualismo en sus últimos años. Utilizó médiums para intentar predecir el resultado de sus inversiones en negocios (casi siempre con malos resultados). Tuvo una relación difícil con su esposa, Charity (1826-1905), con quien se casó en Wisconsin en la década de 1840; su primer hijo, James, nació en 1846, y moriría alcoholizado a los 27 años. Se divorciaron en 1878, pero la pareja se volvió a casar más tarde ese año solo para separarse nuevamente, viviendo el resto de sus vidas aparte. Solo dos de los ocho hijos de la pareja sobrevivieron hasta la edad adulta; otros seis murieron a causa de misteriosas enfermedades respiratorias en los primeros años de vida, lo que provocó una reciente especulación de que Charity Hayward podría haber tenido alguna influencia en estos fallecimientos.
Hayward Park, su propiedad de 800 acre (3,2 kilómetros cuadrados) en San Mateo, incluía un lago, una pista de carreras de caballos y un parque con ciervos. La espectacular residencia de 1880 se convirtió en un hotel después de la muerte de Hayward. Se quemó en un incendio de 1920.

## Reconocimientos
- Una locomotora del ferrocarril Black Diamond Coal Mining Railroad fue bautizada con su nombre en 1860.[3]

- El Servicio Geológico de los Estados Unidos (Geographic Names Information System) indica que la ciudad de Hayward (California) fue nombrada en su memoria.[4] Esta afirmación es cuestionada por algunos historiadores.[5]